# Waaxens (Noardeast-Fryslân)
Pour les articles homonymes, voir Waaxens.
Waaxens (en frison : Waaksens) est un village de la commune néerlandaise de Noardeast-Fryslân, situé dans la province de Frise.

## Géographie
Le village est situé dans le nord de la Frise, entre Holwerd et Brantgum.

## Histoire
Waaxens fait partie de la commune de Westdongeradeel avant 1984 puis de Dongeradeel avant le 1er janvier 2019, où celle-ci est supprimée et fusionnée avec Ferwerderadiel et Kollumerland en Nieuwkruisland pour former la nouvelle commune de Noardeast-Fryslân.

## Démographie
Le 1er janvier 2018, le village comptait 35 habitants.